# Stillachtal

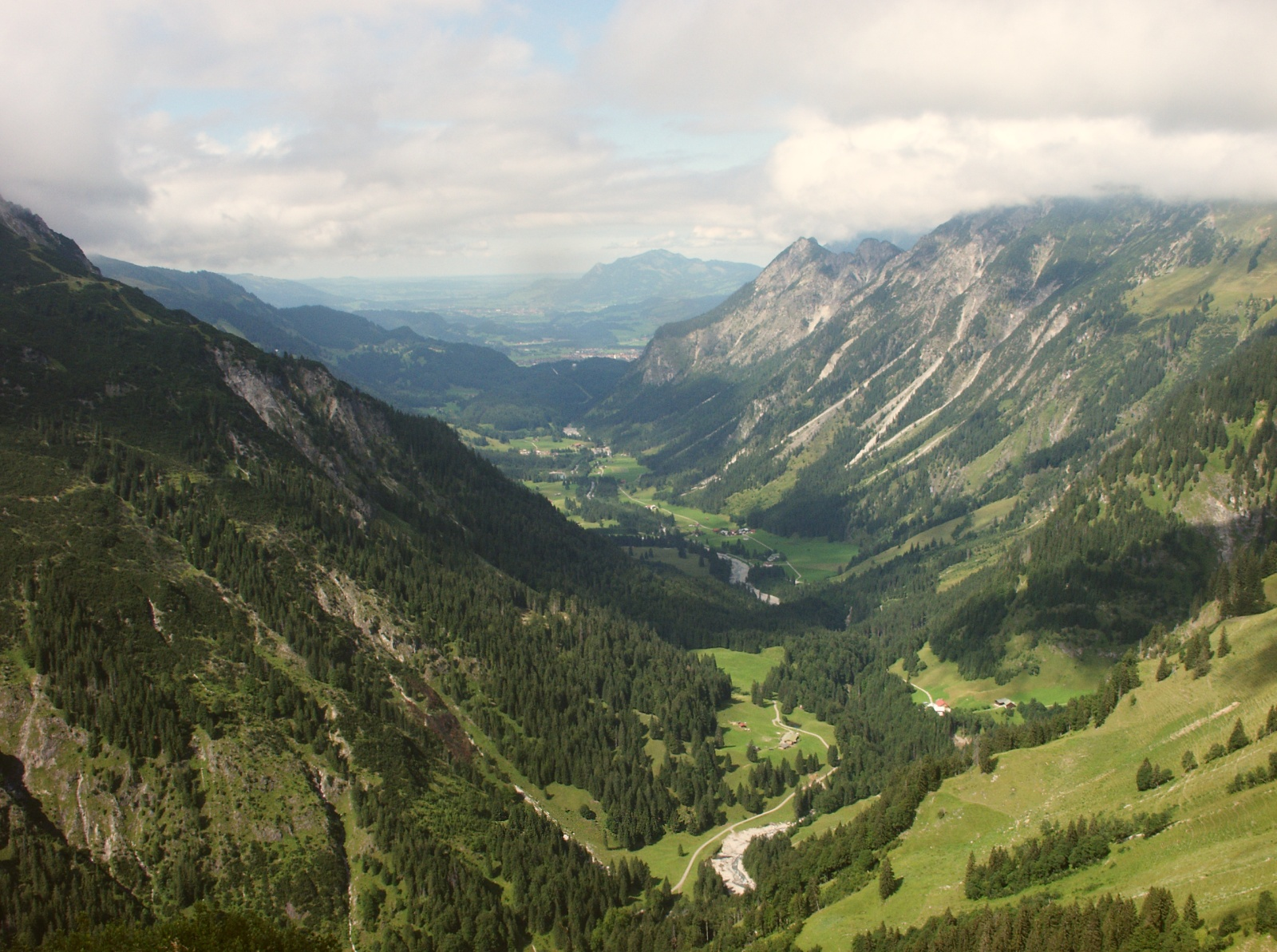
Blick ins Stillachtal vom Anstieg zur Rappenseehütte. Der Bergzug rechts in Wolken ist der Himmelschrofenzug

Das Stillachtal (nach dem Fluss Stillach, der das Tal durchzieht, benannt) ist das westliche der beiden (neben dem Trettachtal) großen Alpentäler südlich von Oberstdorf im Allgäu.

## Berge
Es wird auf der östlichen Talseite von den Bergen Himmelschrofen, Wildgundkopf, Schmalhorn, Wildengundkopf, Trettachspitze und auf der westlichen Seite von Söllereck, Söllerkopf, Fellhorn, Griesgundkopf und Alpgundkopf eingerahmt.

## Tourismus
Seit Mitte der 1970er Jahre ist das Stillachtal bis zum Weiler Faistenoy (Talstation der Fellhornbahn) für den öffentlichen Verkehr befahrbar. Neben dem Fellhorn gehört auch die Heini-Klopfer-Skiflugschanze zu den bekanntesten Ausflugszielen in diesem Tal. Weiter taleinwärts kann man mit einem Bus bis Birgsau gelangen.

## Orte
Am südlichen Ende des Tales befindet sich die Einzelsiedlung Einödsbach, der südlichste ständig bewohnte Ort Deutschlands, von dem man unter anderem zum Waltenbergerhaus gelangt. Weiter südlich schließt sich als „Fortsetzung“ das Rappenalptal an.